# 唐山大兄
《唐山大兄》是功夫巨星李小龙從美国返回香港發展後的首部電影。由李小龍、衣依、田俊、苗可秀主演，是一部講述華工從「唐山」去泰國謀生的武打電影。
該片在1971年上映後，帶給觀眾不同過往的感官刺激。不但獲得各界好評，還震動整個香港影壇，創下當時香港有史以來的最高票房紀錄，達320萬港元。該片主角李小龍亦憑此片迅速打開知名度，名聞香港及东南亚。

## 劇情簡介
從「唐山」（中国的别称，不是唐山市）抵達泰国謀生的青年鄭潮安，得到當地朋友許劍的幫助，進入冰塊工廠工作。鄭潮安見到工人被欺凌，欲挺身出手相助，卻想起母親臨行前所交代不可惹事的吩咐，才強忍下來。某天，許劍為查明工人無故失蹤的真相，趁夜深入工廠內部調查原因，反而遭到殺害。
為此，工人們決定集體罷工表達抗議，卻惹來老闆沙密的極度不悅，遂派遣打手逼迫工人復工，幸得鄭潮安在緊要關頭出手解救，工人也開始尊稱他為「唐山大兄」。工廠老闆見狀，立刻改變策略，開始設局分化工人們的團結，運用職位和女人收買鄭潮安，打算陷害他於不義。
工廠工人隨後接二連三的離奇失蹤，鄭潮安只好開始調查事實的真相，卻發現背後隱藏的陰謀，遠遠超乎他先前所想像。原來，工廠老闆沙密表面上是華僑社會的富商紳士，實際上是一位大毒梟和包娼庇賭的惡霸，暗中利用冰塊工廠運輸毒品，舉凡發現真相的工人都被他下令殺害。
最終，鄭潮安在忍無可忍的情況下，以凌厲的中國功夫向老闆復仇......

## 人物角色
| 角色名稱          | 演員   | 粵語配音 | 備註                 |
| ----------------- | ------ | -------- | -------------------- |
| 鄭潮安 (唐山大兄) | 李小龙 | 李學斌   | 原型為清末華僑鄭義豐 |
| 許巧梅            | 衣依   | 朱曼子   | 許劍的妹妹           |
| 許劍              | 田俊   | 黃志成   | 冰塊工廠工人         |
|                   | 苗可秀 |          | 冰品小販             |
| 吳籌昆            | 李昆   | 黃子敬   | 冰塊工廠工人         |
| 沙密              | 韓英傑 | 周永光   | 冰塊工廠老闆         |
| 沙小春            | 劉永   | 馮永和   | 沙密的兒子           |
| 阿Ｂ              | 金山   | 曾秉輝   | 冰塊工廠工人         |
|                   | 馬麗蓮 | 譚淑英   | 妓女                 |
| 廠長              | 陳著   | 李學儒   | 冰塊工廠廠長         |
| 阿倫              | 林正英 | 馮永和   | 冰塊工廠工人         |
|                   | 李華絲 |          |                      |

## 逸事
- 最初本片於美國上映時，曾使用的英譯片名（現今則用於李小龍另一部電影《精武門》）。
- 影片劇情中原有一幕鄭潮安召妓的片段，因題材過於敏感，導致在部分國家上映的版本中被刪去。
- 马来西亚歌手鄭錦昌以影片中的故事背景作詞，創作一首名為《唐山大兄》的歌曲，成為他的代表作之一。
- 《唐山大兄》起初由吳家驤執導，但制片劉亮華對拍攝資源設定很多限制，令影片在泰國拍攝期間推進困難。吳家驤最終被迫放棄執導，劉亮華成功安排其丈夫羅維導演接手完成。
- 本片最初是敲定由田俊出演第一男主角的，而片商嘉禾電影公司當時亦正為李小龍度身訂造另一套電影，但因為李小龍在美國多有演出邀約，嘉禾方面亦急於為李小龍開戲，於是嘉禾方面將計就計，安排李小龍擔演此片的第一男主角。

## 外部連結
- 開眼電影網上《唐山大兄》的資料（繁體中文）
- 豆瓣电影上《唐山大兄》的資料 （简体中文）
- 时光网上《唐山大兄》的資料（简体中文）
- AllMovie上《唐山大兄》的资料（英文）
- 爛番茄上《唐山大兄》的資料（英文）
- 香港影庫上《唐山大兄》的資料（繁體中文）
- 互联网电影数据库（IMDb）上《唐山大兄》的资料（英文）